# Zweihänder
A Zweihänder (pronúnciaⓘ) (alemão para "duas mãos", também chamada Bidenhänder ou Bihänder), é uma espada de duas mãos usada majoritariamente durante o período do Renascimento.
Apesar de ter sido implementada na Alemanha no século XIV, ganhou notoriedade apenas no século XVI como a arma-símbolo dos lansquenês alemães da época de Maximiliano I, Sacro Imperador Romano-Germânico. Elas eram supostamente utilizadas pelas linhas de frente dos lansquenês, onde seriam usadas para cortar os piquetes e lanceiros adversários, cujas lanças representavam uma barreira difícil de ultrapassar para as armas normais e a cavalaria.
Talvez o mais conhecido portador da Zweihänder tenha sido Pier Gerlofs Donia, que a teria manejado com tamanha força, eficiência e habilidade que conseguiria decepar múltiplos oponentes com um único golpe. A Zweihänder que ele teria possuído está em exposição no Fries museum de Leeuwarden. Essa espada de Pier Gerlofs Donia tem 2,13 metros de comprimento e pesa cerca de 6,6 quilos.

## Características técnicas
Uma Zweihänder poderia medir 1,8 m de comprimento da base do pomo à ponta da espada, com uma lâmina de 1.2 a 1.5 m e de 30 a 45 centímetros de cabo. O peso podia variar entre 2 e 3.2 kg. Entretanto, uma Zweihänder cerimonial, que era inadequada para combate, podia pesar até 7 kg.

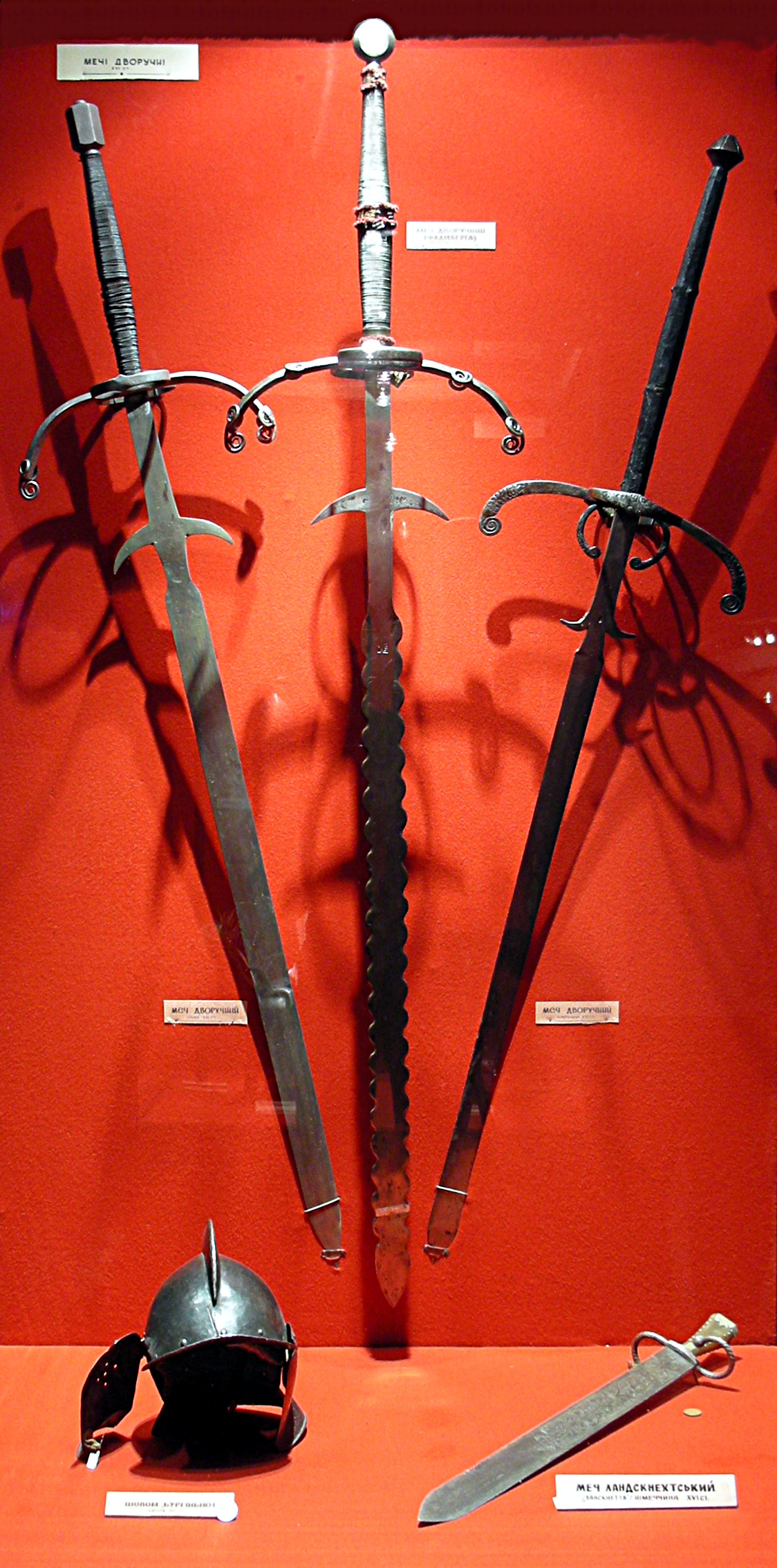
Zweihänders em exposição na cidade de Lviv, na Ucrânia.

Algumas eram menores, porém. Versões primárias, em particular, frequentemente tinham um comprimento total de cerca de 1,5 m, chegando a pesar apenas 1,5 kg.

## Características
Os guarda-mãos de Zweihänders podiam ser planos ou ornados, enquanto os cabos costumavam terminar em pesados pomos em forma de coração ou pêra. Ocasionalmente, uma porção arredondada do forte, o ricasso ou Fehlschärfe (que significa "faltando afiação") na base da lâmina permitia que uma mão fosse colocada por debaixo da guarda para "diminuir a empunhadura" e fazer com que fosse possível o manuseio como o de uma poliarma. Isso permitia ao usuário repelir uma investida da cavalaria.
Ao longo da espada, cerca de 10 a 20 cm acima do guarda-mão superior, Parierhaken ("ganchos de aparar") em formato parecido com o de floretes agiam como guardas para o ricasso a fim de prevenir outras armas de deslizarem para baixo a lâmina, possibilitando até prendê-las. Uma cobertura de pele também podia envolver o ricasso, tornando mais fácil manusear a espada em um combate corpo-a-corpo.

## Aplicação

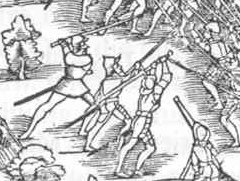
Retrato de 1548 representando Zweihänders sendo usadas contra piques na Batalha de Kappel.

Os primeiros exemplares de Zweihänder eram usados para quebrar formações de piquetes, primeiro destruindo os piques para em seguida acertar os oponentes que os portavam.
Uma reprodução extravagante de uma Zweihänder sendo usada contra alabardas em batalha aparece em uma crônica polaca datada de 1597.
Soldados que treinavam o uso dessa espada recebiam o dobro do pagamento de um soldado comum e eram chamados "Doppelsöldner". Esses guerreiros costumavam ser usados como guardas de baterias da artilharia.

## Na cultura popular
Vários jogos eletrônicos, especialmente no estilo MMORPG, têm personagens que utilizam uma Zweihänder, como Life is Feudal, Castlevania, Dark Souls, Kingdom Hearts, Soul Edge, Soul Calibur, Ragnarok Online, e World of Warcraft. São espadas pesadas que exigem força para carregar no contexto dos jogos.